# Thalictrum fortunei
Thalictrum fortunei är en ranunkelväxtart som beskrevs av Spencer Le Marchant Moore. Thalictrum fortunei ingår i släktet rutor, och familjen ranunkelväxter. Utöver nominatformen finns också underarten T. f. bulbiliferum.